# 水谷竜一
水谷 竜一（みずたに りゅういち、1964年11月19日 - ）は、日本の空手家。東京都出身。

## 略歴
1970年代前半に一世を風靡した『空手バカ一代』に感化され、1976年、中学生になったばかりの歳に極真会館添野道場（現世界空手道連盟士道館、添野義二館長の師範時代）の門を叩く。当時はまだ大人のみを受け入れる道場しかなく、中学生の入門者はめずらしかった。また、空前の空手ブームでもあり、毎日のように数十人の入門者があるも、あまりの激しく厳しい稽古に挫折する者が多かった。それでも己の本文を尽くすべく添野に師事して空手道に精進し、17歳でキックボクシングも経験する。
2001年にオーストラリアへ渡り、2003年に世界空手道連盟士道館オーストラリア支部長に就任する。
2009年に帰国の後、三重県伊勢市に伊勢水谷道場を開設する。三重県空手道連合会の理事長、のち2015年4月から会長を務める。
2022年8月　士道館空手8段に昇段。
2022年12月　世界空手道連盟士道館　最高顧問に就任。

## 人物
オーストラリア政府認定マーシャルアーツインストラクター、一般スポーツコーチの資格を持つ。青少年育成、スポーツ学校での教育、国際交流と精力的に活動を行っている。